# Гетманова, Марта Денисовна
Марта Денисовна Гетманова (бел. Марта Дзянісаўна Гетманава;  род. 20 февраля 2005 года, Могилёв, Беларусь) — белорусская спортсменка, борец вольного стиля. Чемпионка Беларуси 2024. Мастер спорта Республики Беларусь по вольной борьбе.

## Биография
Марта родилась в городе Могилёв Республики Беларусь. Начала заниматься вольной борьбой c 14 лет в Могилёве под руководством Мелькова Сергея Владимировича.

## Спортивная карьера
Гетманова начала добиваться успехов в вольной борьбе с 2021 года, когда она выиграла свой первый международный турнир среди кадетов (до 17 лет) "открытый кубок Львова" (Украина). В марте 2024 года она дошла до финала международного турнира памяти Романа Дмитриева в Якутске (Россия). В июле 2024 года стала финалисткой первенства Европы среди юниоров (до 20 лет) в весе до 55 кг. В августе 2024 года Марта впервые стала чемпионкой Республики Беларусь в весе до 55 кг. В сентябре 2024 года выиграла бронзовую медаль на первенстве мира среди юниоров Испании в весе до 57 кг. В январе 2025 года выиграла первенство Беларуси до 23 лет в весовой категории до 57 кг. В марте 2025 года стала бронзовой медалисткой первенства Европы до 23 лет в Албании.

## Спортивные результаты
Международный уровень
- Кубок Львова 2021 — ;
- Турнир памяти Романа Дмитриева 2024 — ;
- Первенство Европы среди юниоров 2024 — ;
- Первенство мира среди юниоров 2024 — ;
- Первенство Европы до 23 лет 2025 — ;

Национальный уровень
- Первенство Беларуси среди кадетов 2022 — ;[3]
- Первенство Беларуси среди юниоров 2022, 2023, 2024 — ;[3]
- Первенство Беларуси до 23 лет 2024 — ;[3]
- Первенство Беларуси до 23 лет 2025 — ;[3]
- Чемпионат Беларуси 2024 — ;[3]

## Личная информация
Она студенткой Могилёвского государственного университета им. А. А. Кулешовой. Также у нее есть двоюродная сестра Алеся Гетманова, которая тоже выступает по вольной борьбе и является бронзовой медалисткой чемпионата Европы 2024.